# Louis Aucoc
Louis Aucoc, né le 21 septembre 1850 à Paris et mort le 10 décembre 1932 dans cette même ville, était un bijoutier et orfèvre leader de l'art nouveau, travaillant avec son père et son frère André.

## Biographie
L'entreprise familiale des Aucoc, sise 6 rue de la Paix, a été fondée à Paris en 1821 et a été protégée par la maison du roi Louis-Philippe, la Maison d'Orléans, Napoléon III et l'impératrice Eugénie. La boutique est mentionnée dans le premier chapitre de La Dame aux camélias (publié en 1848).

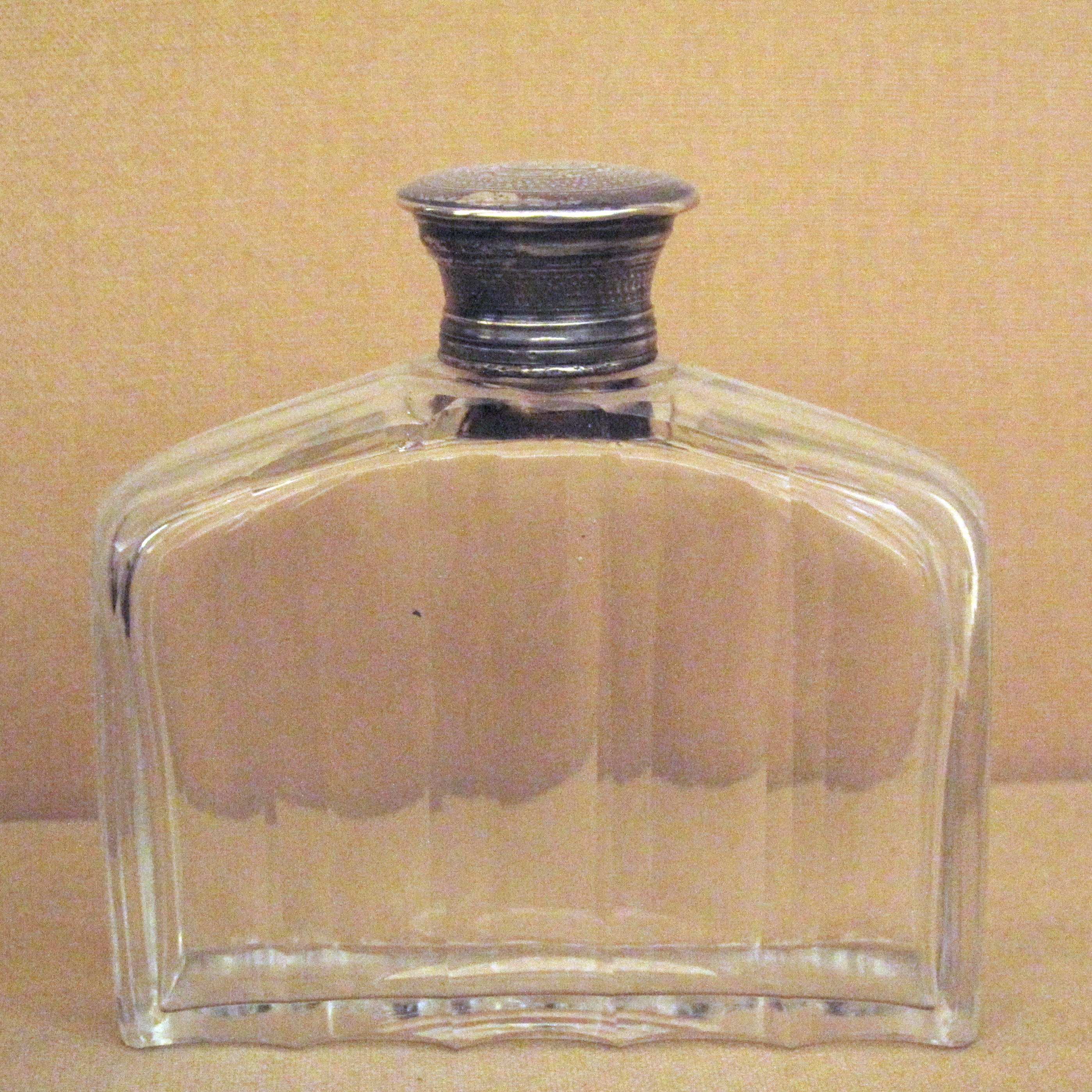
Nécessaire de toilette créé par Jean-Baptiste Aucoc et Louis Aucoc père, XIXème. Musée national de la Marine.

Henri Vever ainsi que René Lalique, sont des apprentis d'Aucoc. Lalique et Vever allaient plus tard devenir des figures marquantes dans le mouvement art nouveau.
L'entreprise a quitté les mains de la famille Aucoc en 1932.
Louis Aucoc a épousé Micheline Louise Ésaïe Rondeleux le 4 juin 1872 et a eu trois enfants : Georges né en 1873, René (à vérifier) et Marie-Louise née en 1874 qui épousa André La Ferté.
Louis Aucoc a été conseiller municipal de Paris et conseiller général de la Seine de 1909 à 1932, élu dans le quartier Gaillon (2e arrondissement).

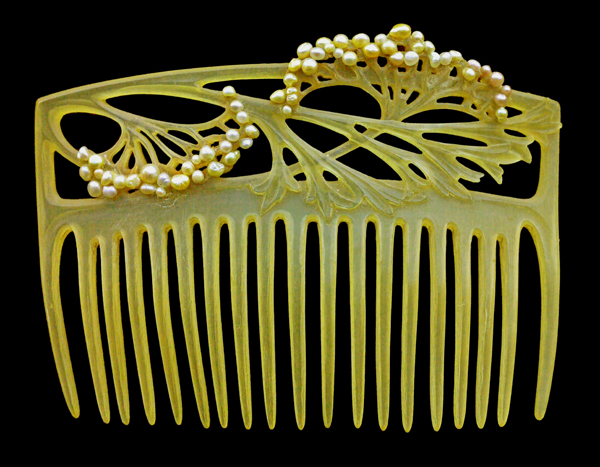
Peigne sculpté décoré avec des perles de culture vers 1905.
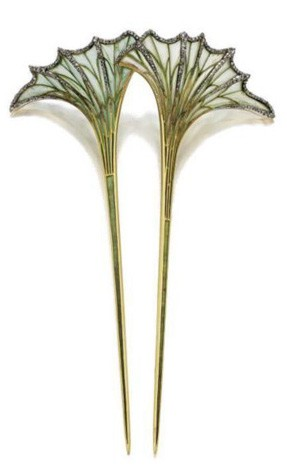
Plique-à-jour et petits diamants taillés dans les veines vers 1900.
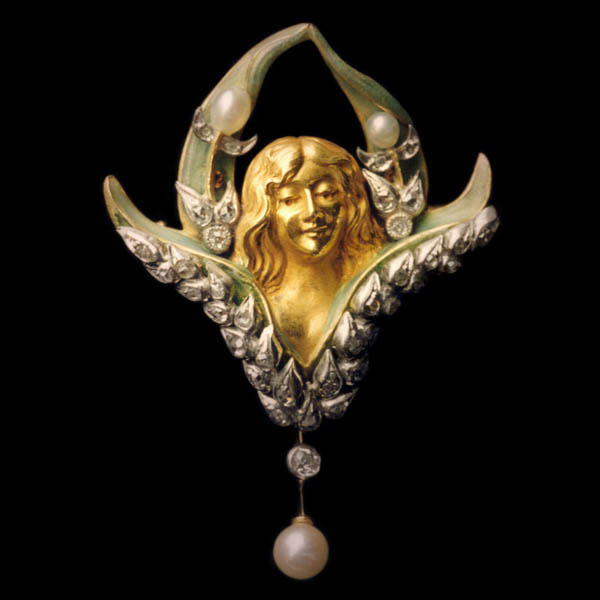
Flora, broche de style Art Nouveau. Or, émail, diamants et perles.

## Distinctions
- Commandeur de la Légion d'honneur (1928).